# NGC 6027A
NGC 6027A је спирална галаксија у сазвежђу Змија која се налази на NGC листи објеката дубоког неба.
Деклинација објекта је + 20° 45' 20" а ректасцензија 15h 59m 11,2s. Привидна величина (магнитуда) објекта NGC 6027 износи 13,8 а фотографска магнитуда 14,7. NGC 6027A је још познат и под ознакама UGC 10116, MCG 4-38-6, CGCG 137-10, 7ZW 631, VV 115, HCG 79A, KUG 1556+208, Seyfert Sextet, PGC 56576.